# Gran (Einheit)
Das Gran (lateinisch granum „Korn“), auch Grän, ist eine alte Maßeinheit der Masse. Das Einheitenzeichen ist gr.

## Römisches Gran
Das römische Gran – wohl ein Gerstenkorn (mit etwa 0,065 Gramm; im Mittelalter z. B. auch ein Weizenkorn mit etwa 0,05 Gramm) – ist:
- der (12 × 576 =) 6912. Teil der römischen Libra bzw.
- der (16 × 576 =) 9216. Teil der Mina bzw.
- recht genau 47 mg.

## Englisches Grain
Das Grain ist die kleinste klassische englische Masseeinheit und allen drei in der Neuzeit verbreiteten englischen Systemen gemein (Avoirdupois, Troy und apothecaries’ weight). So zählt das übliche (Avoirdupois-)Pound 7000 grains, das Apotheker- und Troy-Pfund dagegen jeweils genau 5760 grains.
1 englisches Grain = exakt 64,79891 mg
{\displaystyle \Leftrightarrow } 1 Gramm ≈ 15,43236 englische Grain.
Daneben wurden auch einige traditionelle Masseeinheiten in englischen Kolonien anhand des Grains neu definiert, etwa das indische Tola zu 180 Grain.
Die Einheit wird zunehmend durch Karat bzw. Milligramm ersetzt. Jedoch werden die Massen von Hand- und Faustfeuerwaffengeschossen, von Pfeilspitzen sowie von Treibladungspulver bei Munition weiterhin allgemein in englischen Grain angegeben.

## Französisches Grain
Das französische Grain war der 9216. Teil des alten französischen Pfundes.
{\displaystyle \Leftrightarrow } 1 französisches Grain ≈ 53,1148 mg
Im Jahre 1799 wurde das definitive, dezimale Kilogramm als 18.827,15 französische Grain festgestellt.

## Deutsches Gran
- Bei den deutschen Münzgewichten gab es ebenfalls die Einheit Gran. Das Goldgran war 1/288 Kölner Mark. Es wog auch sechzehn Korngrän. Das sind etwa 812 mg.
In Grammateus Ayn new kunstlich buech welches gar gewiß vnd behend lernet … türfftig rechnung auff kauffmanschafft (Nürnberg 1518) heißt es (E 1b): „lautter goldt hielt am strich 24 karat, welcher karat ains hielt 4 gran“ und in der meißnischen land vnd berg-chronica des Petrus Albinus (1590), S. 126: „ein marck fein goldt ist 24 karat, ein karat ist 12 gren, drei gren sind ein gran, 288 gren ist ein marck fein goldt“
- In den Nürnberger Apothekergewichten ist das Gran (wie andernort auch) der 20. Teil eines Scrupels und der 5760. Teil des Apothekerpfundes, also etwa 62 mg.
Als kleinstes Apothekergewicht nach dem Skrupel taucht das Gran im 12. Jahrhundert erstmals im Antidotarium Nicolai des Nicolaus Salernitanus auf, der das Medizinalgewicht Skrupel in 20 Grana (Körner[2])[3] unterteilte, und kurz darauf in der Practica brevis von Johannes Platearius dem Jüngeren.[4]
In Wirsungs Artzneybuch von 1568 heißt es (30c): „gran, braucht man gerstenkörner schwer dafür, sind also gebildet Ga. in diesen werden gemeiniglich zwentzig für ein scrupel gerechnet. weil man aber bey vns wunderselten die gersten so vollkommen findet, sonder dasz hart dreiszig, etwa viertzig, ein scrupel wegen [= wiegen], so schickt sich basz, dasz ein vollkommen pfefferkorn für I Ga genommen werde, da dann zwentzig gar gleich mit eim Э (d. h. scrupel) zutreffen“
- Laut Duden wiegt ein Gran meist etwa 65 mg.[5]
- Nach der Kölnischen Mark entfielen auf das (Probier-)Gran 12,7 mg.[6]
- Selten auch als Längen-, Flächen- und Körpermaß (wohl auf der Grundlage der Breite eines Korns) mit abweichenden Maßangaben: 1 Gran = 1/144 Schuh = 2,03 mm (17. Jh.), vgl. Fischer, Schwäbisches Wörterbuch, Bd. III 3, 788 und Wolff, Mathematisches Lexicon (1747), S. 601: „gran … in der geometrie ist er im längenmaaß der zehende theil eines zolles, der hunderte theil eines schuhes, und der tausende theil einer ruthe … im flächenmaaß ist er der zehende theil eines riemenzolles … im cörperlichen maaß ist er der zehende theil von einem balkenzoll … man pfleget einen gran auch eine linie zu nennen“